# Liste der Schulen in Sabah

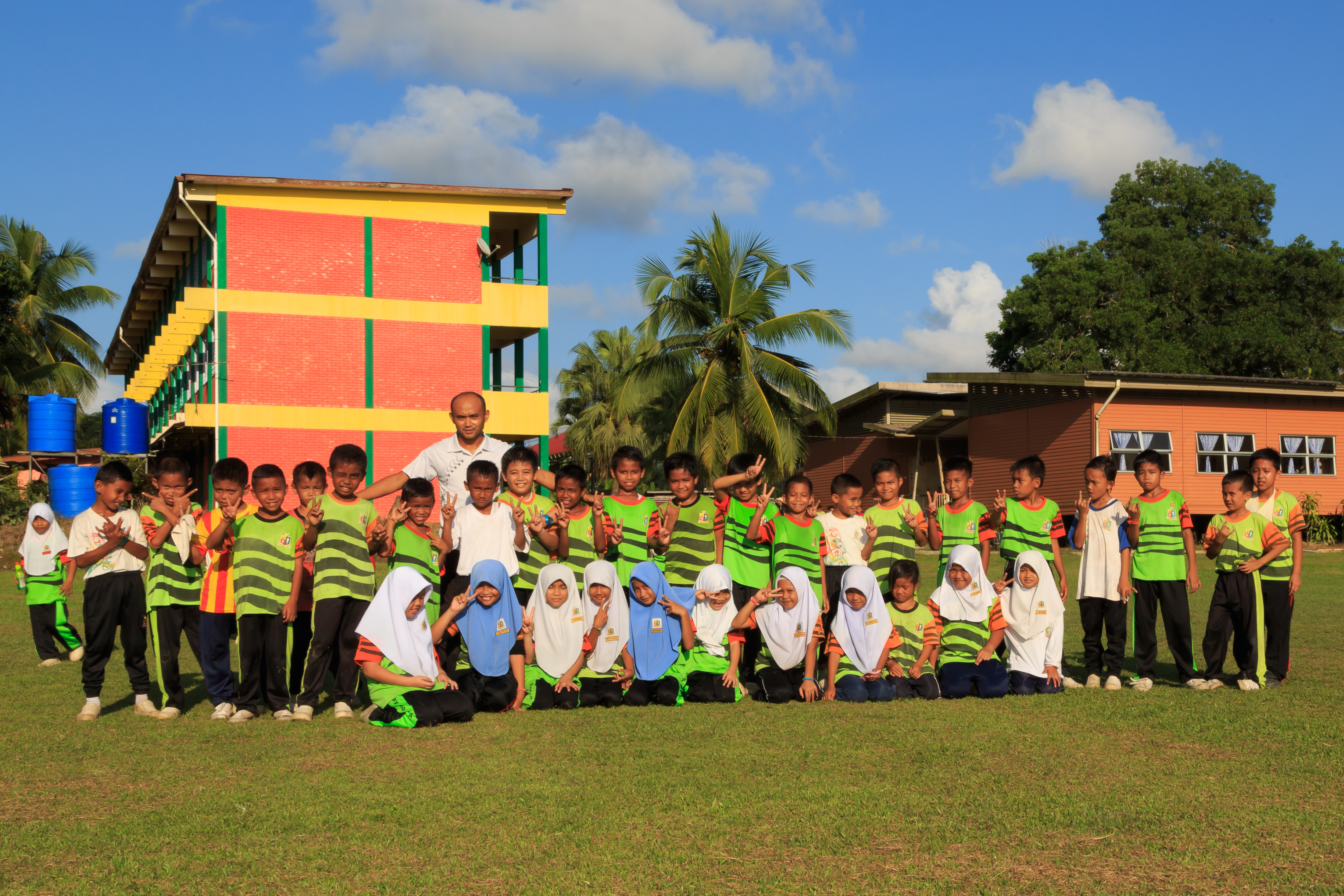
Schüler und Sportlehrer der Primarschule „Sungai Manila“ in der Ortschaft Muhibbah

Die Liste der Schulen in Sabah enthält eine Zusammenstellung der Schulen im malaysischen Bundesstaat Sabah, geordnet nach Schularten. Die Liste stellt hinsichtlich der staatlichen Primar- und Sekundarschulen eine abgeschlossene Aufzählung dar.
Eine Erläuterung zu den Schularten ist im Übersichtsartikel Bildungssystem in Malaysia enthalten.

## Internatsschulen mit besonderen Zugangsvoraussetzungen
- Sekolah Menengah Sains Sabah (Sabah Science Secondary School)
- Sekolah Menengah Sains Lahad Datu
- Maktab Rendah Sains MARA Kota Kinabalu
- Maktab Rendah Sains MARA Tawau
- Maktab Rendah Sains MARA Sandakan

## Privatschulen
- Maktab Nasional, Kota Kinabalu
- Kolej Tiram, Lahad Datu
- Seri Insan Borneo School
- Sekolah Rendah Swasta Datuk Simon Fung
- Sekolah Rendah Swasta As-Salam Sandakan
- Institute of Science and Management Tawau

### Chinese Independent High Schools
- Beaufort Middle School 沙巴保佛中学
- Kian Kok Middle School, Kota Kinabalu 沙巴建国中学
- Lahad Datu Middle School 沙巴拿笃中学
- Papar Middle School 沙巴吧巴中学
- Pei Tsin High School, Kudat 古达培正中学
- Sabah Chinese Secondary School, Tawau 斗湖巴华中学
- Sabah Tshung Tsin Secondary School 沙巴崇正中學
- Tenom Tshung Tsin Secondary School, Tenom 丹南崇正中学
- Yu Yuan Secondary School 山打根育源中学

### International schools
- Kinabalu International School
- Kinabalu Japanese School
- Sayfol International School Sabah

### Schulen derSiebenten-Tags-Adventisten
- Goshen Adventist Secondary School, Kota Marudu
- Sabah Adventist Secondary School, Tamparuli
- Bambangan Adventist Primary School, Kota Marudu
- Damai Adventist Primary School, Kota Marudu
- Gaur Adventist Primary School, Kota Belud
- Goshen  Adventist Primary School, Kota Marudu
- Kelawat Adventist Primary School, Kota Belud
- Marabau Adventist Primary School, Kudat
- Podos Adventist Primary School, Kota Belud
- Rangalau Adventist Primary School, Kota Belud
- Tamparuli Adventist Primary School, Tamparuli(STPS)
- Sungoi Adventist Primary School, Kota Marudu
- Tagaroh Adventist Primary School, Kota Marudu
- Tambarulan Adventist Primary School, Kudat
- Tenghilan Adventist Primary School, Tuaran

## Islamische Religionsschulen

### Islamschulen der Tertiären Bildung
- KOLEJ KOMUNITI TAWAU ( INDUK )
- KOLEJ KOMUNITI LAHAD DATU ( INDUK )
- KOLEJ KOMUNITI SEMPORNA ( CAWANGAN )
- KOLEJ KOMUNITI BEAUFORT
- POLITEKNIK KOTA KINABALU
- POLITEKNIK SANDAKAN
- POLYTECH MARA SEMPORNA

### Islamschulen der Sekundarstufe (Sekolah Menengah Agama (SMA))
- SMA Toh Puan Hajah Rahmah, Kota Kinabalu
- SMK Agama Limauan, Kimanis
- SMK Agama Tun Ahmadshah, Inanam (SMAI)
- SMK Agama Kota Kinabalu (SMAKK)
- SMK Agama Tun Said, Kota Belud, Sabah (SMATS)
- SMK Agama Ranau
- SMK Agama Tun Juhar, Sandakan
- SMK Agama Tun Sakaran, Semporna
- SMA Islamiah Tambunan
- SMKA Muhammad Ali Ranau
- SMK Agama Keningau, Sabah
- SMKA Tun Datu Mustapha
- SMK Tim Wong Api-Api Centre
- SMK Eric Gan Asia City
- SMK PPS Alex Api-Api Centre
- SMK Scott Bye Bye Marina Court Apartment

## Malaysischsprachige Nationalschulen

### Primarschulen (Sekolah Kebangsaan (SK))
| | | | |
| - Schulbezirk Beaufort - SK BANDAU - SK BANGKALALAK - SK BATANDOK - SK BATU 60 - SK BENTUKA - SK BIAH BATU 65 - SK BINSULOK - SK BUKAU - SK GADONG - SK GARAMA - SK JABANG - SK KABAJANG - SK KARANGAN - SK KEBATU - SK KEBULU - SK KEPAWA - SK KG BAMBANGAN - SK KG BRUNEI - SK KLIAS BARU - SK KLIAS KECIL - SK KOTA KLIAS - SK KUKURO - SK LADANG-LUMADAN - SK LAGO - SK LAJAU - SK LEMBAH PORING - SK LINGKUNGAN - SK LUAGAN - SK LUBOK - SK LUMAT - SK LUPAK - SK MARABA - SK MEMPAGAR - SK NUKAHAN - SK PADAS DAMIT - SK PEKAN BEAUFORT - SK PEKAN MEMBAKUT - SK PENGIRAN JAYA PIMPING - SK PINTAS - SK RANCANGAN KLIAS - SK SAGA-SAGA - SK SINOKO - SK ST PATRICK - SK ST PAUL (M) - SK ST.JOHN - SK SUASA - SK TAHAK - SK TAKULI - SK TAMALANG - SK TIONG BARU - SK WESTON - Schulbezirk Labuk Sagut - SK ABUAN - SK BALABAN JAYA - SK BASAI BARU - SK BAWANG - SK BINSULUNG - SK BOTITION - SK BUKIT BESI - SK GOLONG - SK HOLY CROSS - SK JAMBONGAN - SK JAYA BAKTI - SK KABULUH - SK KENIOGAN - SK KOLAPIS - SK LADANG SABAPALM - SK LIDONG - SK LIMAU-LIMAU - SK LINGKABAU - SK LUBANG BUAYA - SK MAIDAN - SK MALALIN - SK MONOPOD - SK MOYNOD - SK NANGOH - SK OBAH - SK PAMOL - SK PANTAI BORING - SK PEKAN BELURAN - SK PERANCANGAN - SK PINANGKAU - SK SEMAWANG - SK SERI PAGI - SK SIMPANGAN - SK SUALOK - SK SUNGAI NAFAS - SK SUNGAI NANGKA - SK SUNGAI SAPI - SK SUNGAI-SUNGAI - SK TAGAS-TAGAS - SK TAMPAT - SK TANGKARASON - SK TANJUNG NIPIS - SK TERUSAN SUGUT - SK TETABUAN - SK ULU MUANAD - Schulbezirk Keningau - SK AMBUAL - SK ANSIP - SK APIN-APIN - SK BANJAR - SK BATU LUNGUYAN - SK BINAKAAN - SK BINANON - SK BINAONG - SK BINGKOR - SK BINUWOU TENGAH - SK BONOR - SK BULU SILOU - SK BUNANG SOOK - SK BUNDU APIN-APIN - SK BUNGA RAYA - SK BUNSIT - SK DALIT - SK DELAYAN TULID - SK GAULAN - SK INANDUNG - SK JAYA BARU - SK KABATANG BARU - SK KALAMPUN - SK KAMPONG BARU - SK KAMPONG BIAH - SK KAPAYAN BARU - SK KARAMATOI - SK KAWAKAAN - SK KEBULU - SK KG BERIAWA ULU - SK KG KENINGAU - SK KUALA KAHABA - SK LANAS - SK LIAU APIN-APIN - SK LINTUHUN BARU - SK LUAGAN - SK MAGATANG - SK MALAING - SK MALIMA - SK MAMAGUN - SK MANSIAT - SK MEMBULU - SK MENAWO - SK MENINIPIR - SK MERAMPONG - SK NANDAGAN - SK NANGKAWANGAN - SK PANGAS - SK PASIR PUTEH - SK PATIKANG LAUT KENINGAU - SK PEKAN KENINGAU - SK PEKAN KENINGAU II - SK PENAGATAN - SK POHON BATU - SK RANCANGAN BELIA TIULON - SK RANCANGAN BIAH - SK SENAGANG - SK SIMBUAN TULID - SK SINARON TENGAH - SK SINUA - SK SINULIHAN BARU - SK SODOMON - SK SOOK - SK ST. FRANCIS XAVIER, KENINGAU - SK ST JAMES APIN-APIN (M) - SK TUARID TAUD - SK TULID - SK ULU LIAWAN - SK ULU SENAGANG - Schulbezirk Kinabatangan - SK RANCANGAN SUAN LAMBA - SK KUALA SUAN LAMBA - SK KAMPUNG SUAN LAMBA - SK TAMBISAN - SK ABAI - SK BALAT - SK BATU PUTEH - SK BILIT - SK SRI GANDA - SK KUAMUT - SK BUKIT GARAM - SK SUKAU - SK TUNDUN BOHANGIN - SK SUNGAI LOKAN - SK SANGAU - SK BUANG SAYANG - SK DESA PERMAI - SK PARIS - SK LADANG SUNGAI BENDERA - SK SAPAGAYA - SK JAYA BARU - SK KOTA KINABATANGAN - SK SANDAU - SK SINAR JAYA - SK LITANG - SK PARIS 3 - SK SENTOSA JAYA - SK TIDUNG/TABIN - SK SINGGAH MANIS - SK BUKIT GARAM II - SK LADANG TOMANGGONG - SK LADANG BODE KRETAM - SK TANGKONG - Schulbezirk Kota Belud - SK AMBONG - SK BANGKAHAK BARU - SK DALAS, KOTA BELUD - SK DUDAR - SK GENSURAI - SK JAWI-JAWI - SK KAUNG - SK KEBAYAU - SK KEGURAAN - SK KELAWAT - SK KESAPANG - SK KIAU I - SK KINASARABAN, KOTA BELUD - SK KUALA ABAI - SK KULAMBAI - SK LABUAN - SK LASAU PODI - SK LASAU TINTAPON - SK MELANGKAP, KBELUD - SK MENGKULAT - SK MENUNGGUI - SK NAHABA - SK NANAMUN - SK NARINANG - SK PANDASAN - SK PANGKALAN ABAI - SK PEKAN KOTA BELUD - SK PELADOK - SK PIASAU - SK PINOLOBU - SK PITURU - SK PODOS - SK PULAU MANTANANI - SK RAMPAYAN ULU - SK RANGALAU - SK ROSOK/BENGKAHAK LAMA - SK SARANG - SK SAYAP - SK SEMBIRAI - SK ST EDMUND (M) - SK SUANG PUNGGOR - SK TABURAN - SK TAGINAMBUR - SK TAMAU - SK TAMBATUAN - SK TAMBULIAN - SK TAMPASUK I - SK TAMPASUK II - SK TAMU DARAT - SK TARINTIDON - SK TAUN GUSI - SK TENGKURUS - SK TIMBANG - SK TIMBANG DAYANG - SK TUGUSON - SK ULU KUKUT | - Schulbezirk Kota Kinabalu - SK BABAGON TOKI - SK BANTAYAN - SK BUKIT PADANG - SK DARAU - SK GANTISAN - SK GUDON MENGGATAL - SK INANAM II - SK INANAM LAUT - SK KEBAGU - SK KEBAYAU TELIPOK - SK KEPAYAN - SK KERONGGU - SK KIONSOM INANAM - SK KITOBU - SK KOKOL - SK KOLOMBONG KOTA KINABALU - SK LAPASAN - SK LIKAS - SK LOK YUK INANAM - SK LOK YUK LIKAS - SK LUYANG KOTA KINABALU - SK MALAWA - SK MUTIARA KOTA KINABALU - SK NATAI TELIPOK - SK PANGKALAN TLDM KOTA KINABALU - SK PENGIRAN SITI HAFSAH KARAMBUNAI - SK POMOTODON - SK PORING-PORING - SK PULAU GAYA - SK PULAU SEPANGGAR - SK RAMPAYAN MENGGATAL - SK RUMINDING - SK SACRED HEART (M) - SK SEMBULAN - SK SRI GAYA - SK ST CATHERINE (M) - SK ST FRANCIS CONVENT (M) - SK STELLA MARIS (M) - SK TALUNGAN TELIPOK - SK TAMPULAN - SK TANJUNG ARU 1 - SK TANJUNG ARU II - SK TOBOBON - SK TOMBONGON - SK UNGGUN MENGGATAL - SRK ST AGNES - Schulbezirk Kota Marudu - SK BENGKONGAN - SK BINTASAN - SK GANA - SK KOROMOKO - SK KOTA MARUDU II - SK LAMPADA - SK LANGKON - SK MAGANDAI - SK MANGARIS - SK MANGIN - SK MARAK-PARAK - SK MASALOG - SK MELANGKAP - SK ONGKILAN - SK PANAITAN - SK PEKAN KOTA MARUDU - SK POPOK - SK RANAU - SK SAMPARITA - SK SAMPIR - SK SIMPANGAN - SK SUNSUI - SK TAGAROH - SK TAGIBANG - SK TALANTANG - SK TANDEK - SK TANJUNG BATU - SK TARITIPAN - SK TEMUNO TERINGAI DARAT - SK TIGAMAN - SK TIMBANG BATU - SK TUMUNDA SALIMANDUT - Schulbezirk Kuala Penyu - SK BATU LINTING - SK BERANGKOK - SK JANANG - SK KEKAPOR - SK KERUKAN - SK KILUGUS - SK LAMBIDAN - SK MANSUD - SK MELIKAI - SK MENUMPANG - SK MENUNGGANG - SK PALU-PALU - SK PEKAN KUALA PENYU - SK PEKAN MENUMBOK - SK RIMBAAN - SK SANGKABOK - SK SINAPOKAN - SK ST JOSEPH - SK ST. AUGUSTINE - SK ST. PETER BUNDU - SK ST. STEPHEN - SK TANJUNG ARU - SK TEMPURONG - SK TENAMBAK - Schulbezirk Kudat - SK BALAMBANGAN BANGGI - SK BANGAU, KUDAT - SK BARAMBANGON - SK BATU LAYAR - SK BINGOLON, KUDAT - SK DAMPIRIT - SK DOGOTON - SK DUALOG - SK GARAU KUDAT - SK GUMANDANG - SK INDARASON LAUT - SK KAPITANGAN - SK KARAKIT BANGGI - SK KG MINYAK - SK LAJONG - SK LAKSIAN - SK LAMPAKI KUDAT - SK LANDUNG AYANG - SK LIMAU-LIMAUAN - SK LIMBUAK - SK LODUNG , KUDAT - SK LOK YUK BATU 1, KUDAT. - SK LOK YUK SIKUATI - SK LOK YUK TAMALANG, KUDAT - SK LOKOTON - SK LOKTOHOG, BANGGI - SK LOTONG - SK MATUNGGONG - SK MUHIBBAH - SK NANGKA KUDAT - SK PADANG - SK PALAK - SK PANUDAHAN - SK PARAPAT DARAT - SK PATA - SK PEKAN KUDAT II - SK PERAPAT LAUT - SK PINAWANTAI KUDAT - SK PULAU TIGABU - SK SABUR - SK SEBAYAN - SK SEMAYAN BANGGI - SK SIKUATI - SK ST JAMES (M) - SK ST PETER, KUDAT - SK SUANGPAI - SK TANJUNG MANAWALI - SK TERONGKONGAN - SK TIGA PAPAN, KUDAT - SK TINANGOL - SK TUN DATU HJ MUSTAPHA - Schulbezirk Kunak - SK TUN FUAD - SK KUNAK I - SK KUNAK 2 - SK LORMALONG - SK MOSTYN - SK PANGI - SK GADING-GADING - SK LADANG GIRAM - SK SKIM KOKOS - SK KUNAK JAYA - SK MADAI - SK TANJUNG KERAMAT - SK KAMPUNG SELAMAT - SK LADANG BINUANG - Schulbezirk Lahad Datu - SK BANGINGOD - SK BIKANG - SK BINUANG - SK TAWAIYARI - SK SAHABAT 4 - SK SABAH COCOA - SK AMALANIA - SK LAHAD DATU II - SK PEKAN - SK BATU 6 1/2 SEGAMA - SK SEPAGAYA - SK TELISAI - SK TANJUNG LABIAN - SK TANJONG PARAS - SK TUNGKU - SK ULU TUNGKU - SK SRI DARUN - SK KG SILAM - SK BUKIT BALACON - SK LOK BUANI - SK SRI PANTAI - SK SILABUKAN - SK SAHABAT 16 - SK TERUSAN - SK JEROCO - SK LAHAD DATU III - SK SAHABAT II - SK FAJAR HARAPAN - SK CENDERAWASIH - SK PERMAI - SK PAYANG - SK UNICO DESA - SK LAHAD DATU IV - SK BAKAPIT - SK KENNEDY BAY - SK ST DOMINIC - SK ST STEPHENS - Schulbezirk Pensiangan - SK BABALITAN - SK KEBU BARU - SK KG BAHAGIA - SK KG ENAM - SK KUALA SALONG - SK LABANG - SK LAYON - SK LONGONGON - SK LOTONG - SK PANDIWAN - SK PEKAN NABAWAN - SK PEKAN PENSIANGAN - SK PEMENTERIAN - SK PENGARAAN - SK PENONTOMON - SK SALAROM - SK SALIKU - SK SALILARAN - SK SALINATAN - SK SASANDUKON - SK SEPULOT - SK SIBANGALI - SK SIMATUOH - SK TAMPUSISON - SK TETAGAS - SK TINADUK - SK ULU MOSOPOH | - Schulbezirk Papar - SK BELATIK - SK BENONI - SK BERINGIS - SK BUANG SAYANG - SK DAINGIN - SK GANA - SK KAIDUAN - SK KAMBIZAAN - SK KAWANG - SK KAYAU - SK KELANAHAN - SK KELATUAN - SK KIMANIS - SK KOGOPON - SK KUALA PAPAR - SK LANGKAWIT - SK LIMPUTONG - SK LINGAN - SK MANDAHAN - SK MOOK - SK NYARIS-NYARIS - SK OUR LADY (M) - SK PADAWAN BESAR - SK PANTAI MANIS PAPAR - SK PEKAN BONGAWAN - SK PEKAN KIMANIS - SK PEKAN KINARUT - SK PEKAN PAPAR - SK PENGALAT BESAR - SK PENGALAT KECIL - SK RAMPAZAN - SK SABANDIL - SK SACRED HEART KG BIAU (M) - SK ST JOSEPH (M) - SK ST MARY (M) - SK SUMBILING - SK SURATI - SK TAMPASAK - SK TANAKI - SK ULU LUMAGAR - SK VIGING ULU - SK MANDALIPAU - Schulbezirk Penampang - SK BABAGON - SK BAHANG - SK BUAYAN - SK BUIT HILL - SK KEM LOK KAWI - SK KG CONTOH - SK KIBABAIG - SK KIPOVO - SK LONGKOGUNGON - SK MOYOG - SK PEKAN PUTATAN - SK PENAMPANG - SK PETAGAS - SK PUTATON INOBONG - SK PUUN TUNOH - SK ST ALOYSIUS LIMBANAK - SK ST ANTHONY - SK ST JOSEPH - SK ST PAUL KOLOPIS - SK ST THERESA INOBONG - SK SUGUD - SK TAMPASAK TOGUDON - SK TANSAU - SK TERIAN - SK TOMBOVO - Schulbezirk Pitas - SK BAWING - SK DANDUN - SK KANIBONGAN - SK KUSILAD - SK LIU - SK MAPAN-MAPAN - SK MALUBANG - SK PANTAI - SK PINGGAN-PINGGAN - SK PEKAN PITAS - SK ROSOB - SK TELAGA - SK PANDAN MANDAMAI - SK PINAPAK - SK SENAJA - SK SALIMPODON DARAT - SK MANGKAPON PITAS - SK BONGKOL PITAS - SK BAWANG PITAS - SK KASAGAAN - SK MARINGGAN PITAS - SK MANGGIS/MONGKUBOU - SK MANDURIAN - SK KIBUBUK / SAHABAT SATU - SK NIBANG - SK DALLAS, PITAS - SK RUKOM - SK DATONG - SK BANGKAU-BANGKAU - SK SOSOP - SK PEKAN PITAS II - Schulbezirk Ranau - SK BADUKAN - SK BONGKUD - SK BUNDU TUHAN - SK GANA-GANA - SK GUSI - SK KAINGARAN - SK KAMPONG LIBANG - SK KANANAPON - SK KANDAWAYON - SK KARAGASAN - SK KAULUAN - SK KAWIYAN SUGUT - SK KEMBURONGOH - SK KEPANGIAN - SK KERANAAN - SK KIMONDOU - SK KINAPULIDAN - SK KINIRASAN - SK KIROKOT - SK KITUNTUL - SK KUNDASANG - SK LANGSAT - SK LIPASU - SK LOHAN - SK LONGUT - SK MALINSAU - SK MANGKAPOH - SK MARAKAU - SK MATUPANG - SK MAUKAB - SK MESILOU - SK MIRURU - SK MOHIMBOYON - SK NALAPAK - SK NAMPASAN - SK NAPONG - SK NARADAN (NAWANON) - SK NARAWANG - SK NUKAKATAN - SK NUNUK RAGANG - SK PAGINATAN - SK PAHU HIMBAAN - SK PAUS - SK PEKAN DUA - SK PEKAN RANAU - SK PERANCANGAN - SK PINAUSUK - SK PINAWANTAI RANAU - SK PORING - SK RANDAGONG - SK RATAU - SK SAGIBAN - SK SAGINDAI - SK SRI GABUNGAN - SK ST BENEDICT (M) - SK TAGUDON LAMA - SK TAMPIOS - SK TARAWAS - SK TIANG - SK TIBABAR - SK TIMBUA - SK TINANOM - SK TOBOH - SK TOGOP DARAT - SK TONGOU - SK TUDAN - SK WAANG - SK KILIMU - SK KINASARABAN - SRK DON BOSCO - Schulbezirk Sandakan - SK BAMBANGAN - SK BANDAR - SK BANDAR DUA - SK BATU 16 GUM-GUM - SK BATU PUTIH BARU - SK BONGON BESAR - SK GAS - SK GUM-GUM KECIL - SK KAMPUNG BARU - SK KARAMUNTING - SK KEM TENTERA - SK KG BAHAGIA - SK KG PERTANIAN - SK LABUK SUBUR - SK LADANG SANDAK - SK LUNG MANIS - SK MAWAR - SK MERPATI - SK MUHIBBAH - SK MUMIANG - SK NUNUYAN LAUT - SK PAMAGUAN - SK PITAS - SK PULAU LIBARAN - SK PULAU LUBUKAN - SK PULAU SANGHAI - SK PULAU TIMBANG - SK RANCANGAN LUBUH - SK SAKILAN DESA - SK SEGALIUD - SK SERI MANIS - SK SG ANIB 2 - SK SIBUGAL BESAR - SK SIPINONG - SK SRI TANJUNG PAPAT 1 - SK SRI TANJUNG PAPAT 2 - SK ST MONICA - SK ST GABRIEL - SK ST MARY CONVENT - SK ST MARY LABUK (M) - SK ST MARY TOWN (M) - SK SUNG SIEW - SK SUNGAI ANIB 1 - SK SUNGAI ANIB III - SK SUNGAI KAYU - SK SUNGAI MADANG - SK SUNGAI MANILA - SK SUNGAI PADAS - SK SUNGAI TIRAM - SK TAMAN RIMBA - SK TANJONG ARU - SK TANJONG BATU - SK TANJONG PISAU - SK TERUSAN BARU - SK TINUSA - SK ULU DUSUN - Schulbezirk Semporna - SK BALIMBANG - SK BANGAU-BANGAU - SK BUBUL - SK BUBUL II - SK BUGAYA - SK BUKIT LALANG - SK EGANG-EGANG - SK GELAM-GELAM - SK HAMPALAN - SK KABOGAN - SK KALUMPANG - SK KAMPUNG POKAS - SK KAMPUNG SIMUNUL - SK KUBANG PINANG - SK LABUAN HAJI - SK LADANG SEGARIA - SK LIHAK-LIHAK - SK MENAMPILIK - SK PEGAGAU - SK PEKAN SEMPORNA - SK PEKAN SEMPORNA II - SK PULAU BAIT - SK PULAU BUM-BUM - SK PULAU DENAWAN - SK PULAU LARAPAN - SK PULAU MABUL - SK PULAU OMADAL - SK PULAU PABABAG - SK PULAU SUMANDI - SK SELAKAN - SK SISIPAN - SK SULABAYAN - SK SUNGAI TUHOK - SK TAGASAN - SK TAMPI-TAMPI - SK TANJUNG KAPOR - SK TERUSAN BARU - SK TERUSAN TENGAH - SK TONGKALLOH | - Schulbezirk Sipitang - SK BANTING - SK KAWANG - SK KEBAWANG - SK KELANGSAT - SK KUALA MENGALONG - SK LONG PASIA - SK LUBANG BUAYA - SK LUBOK DARAT - SK MELALIA - SK MELAMAM - SK MELIGAN - SK MENDULONG - SK MERINTAMAN - SK MESAPOL - SK PADANG BERAMPAH - SK PANTAI - SK PEKAN SIPITANG - SK PELAKAT - SK SINDUMIN - SK SOLOB - SK ULU BOLE - SK ULU SIPITANG - Schulbezirk Tambunan - SK BAMBANGAN - SK GERAS - SK KAINGARAN - SK KEROKOT - SK KIAWAYAN - SK KINABAAN - SK KINALUAN - SK KIPAKU - SK KITOU - SK KUALA NAMADAN TAMBUNAN - SK KUMAWANAN - SK LOTONG - SK MONSOK TENGAH - SK NAMBAYAN - SK NUKAKATAN - SK PATAU - SK PEGALAN KUSOB - SK PEKAN TAMBUNAN - SK RAGKAM - SK ROMPON - SK SINTUONG-TUONG - SK SUNSURON - SK TIKOLOD - SK TIMBOU - SK TINOMPOK LIWAN - SK TIONG WIDO - SRK ST DAVID TOBOH (M) - SRK ST THERESA - Schulbezirk Tawau - SK ABAKA - SK ANDRASSY - SK BAHAGIA - SK BALUNG - SK BANDAR TAWAU - SK BANDAR TAWAU II - SK BATU 22 BALUNG - SK BATU 4 JALAN APAS - SK BATU PAYONG - SK BERGOSONG - SK BLOK 31 - SK BOMBALAI (M) - SK BRANTIAN - SK BRUMAS - SK BUKIT QUOIN - SK DESA SUBUR - SK HOLY TRINITY - SK INDERSABAH - SK JAMBATAN PUTIH - SK KALABAKAN - SK KEM KABOTA - SK KG JAWA - SK KG TITINGAN - SK KINABUTAN BESAR - SK KUALA APAS - SK KUALA MEROTAI - SK KUKUSAN - SK LADANG TIGER - SK LUASONG - SK MELATI - SK MELODI - SK MENTADAK BARU - SK MEROTAI BESAR - SK MEROTAI KECIL - SK MUHIBBAH RAYA - SK PANGLIMA HABIBULLAH - SK PASIR PUTIH - SK PERDANA - SK RANGGU - SK SENTOSA - SK SERUDONG BARU - SK ST PATRICK - SK SUNGAI HJ MATAHIR - SK SUNGAI IMAM - SK SUNGAI TONGKANG - SK TAMAN TAWAU - SK TANJONG BATU - SK TG BATU KERAMAT - SK ULU KALABAKAN - SK UMAS-UMAS - SK WAKUBA - SK WALLACE BAY - Schulbezirk Tenom - SK BAKUKU - SK BAMBAN - SK BATU TININGKANG - SK CHINTA MATA - SK ENTABUAN - SK GUMISI - SK INUBAI - SK JAWA SUMBILING - SK KALANG KANAR - SK KAPULU - SK KEMABONG - SK KG BARU JUMPA - SK KOLOROK - SK KUALA TOMANI - SK KUNGKULAR - SK LADANG SAPONG - SK LAGUD - SK MANDALOM LAMA - SK MANTAILANG - SK MASANOI - SK MELALAP - SK PAGUOKON - SK PANGALAT - SK PANGI - SK PEKAN TENOM - SK PULONG - SK RUNDUM - SK SAGA - SK SIMPANG - SK ST ANTHONY (M) - SK ST PIUS PAMILAAN (M) - SK SUMAMBU - SK SUNGAI API - SK TILIS - SK ULU ENTABUAN - SK ULU TOMANI - Schulbezirk Tongod - SK ANSUAN - SK BINTANG MAS - SK BUIS - SK ENTILIBON - SK GABUNGAN - SK IMBAK - SK INARAD - SK KENANG-KENANGAN - SK KERAMUAK - SK KIABAU - SK KIANDONGO - SK KIRONGGU - SK KOPURON - SK LANGKABONG - SK LINAYUKAN - SK MALIAU - SK MASAUM - SK MENANAM - SK MENGKAWAGO - SK MINUSUH - SK PEKAN TELUPID - SK PENANGAH - SK SAGUON - SK SOGO-SOGO - SK TAMPASAK - SK TANGKUNGON - SK TELUPID - SK ULU ANSUAN - SK ULU SAPI - SK WONOD - SRK PEKAN TONGOD - Schulbezirk Tuaran - SK BANTAYAN - SK BARU-BARU - SK BAWANG - SK BERUNGIS TUARAN - SK BOLONG - SK BONGOL - SK BUNDUNG - SK BUNDUTAHURI - SK BUNGALIO - SK GAYANG - SK GAYARATAU - SK GIOK - SK GONTUNG - SK GUAKON BARU - SK KAPA - SK KAULUAN - SK KAYANGAT - SK KELAWAT - SK KINDU - SK KITAPOL - SK KOPORINGAN - SK LAPUTONG - SK LAYA-LAYA - SK LINGGA BARU - SK LINUNGKUAN - SK LOK YUK TELIPOK - SK LOKOS TAMPARULI - SK LOKUB - SK MALANGANG BARU - SK MANTOB - SK MENGKABONG - SK NONGKOLUD - SK PAHU - SK PEKAN KIULU - SK PEKAN TAMPARULI - SK PEKAN TELIPOK - SK PEKAN TENGHILAN - SK PEKAN TUARAN - SK PENIMBAWAN - SK PORING - SK PUKAK - SK RANGALAU BARU - SK RANGALAU LAMA - SK RUGADING - SK RUNGUS - SK RUNGUS NAHABA - SK SAMBAH - SK SARADAN - SK SELUPOH - SK SERUSUP - SK SINULIHAN - SK ST JOHN (M) - SK SUNGAI DAMIT - SK SUNGOI - SK TAGINAMBUR - SK TAMBALANG - SK TAMBULAONG - SK TERMUNONG - SK TINAMBAK - SK TIONG PERUNGUSAN - SK TOGOP - SK TOMBONGON - SK TOMIS - SK TOPOKON - SK TUDAN - SK WANGKOD - SK WASAI - SR PENDIDIKAN KHAS PEKAN TUARAN - SR PENDIDIKAN KHAS K.KINABALU - SRK ST JAMES TENGHILAN TAMPARULI (M) |

### Sekundarschulen (Sekolah Menengah Kebangsaan (SMK))
| | | | |
| - Schulbezirk Kota Belud - SMK ARSHAD - SMK NARINANG - SMK PEKAN II KOTA BELUD - SMK PEKAN KOTA BELUD - SMK TAMBULION - SMK TAUN GUSI - SMK USUKAN - Schulbezirk Kota Kinabalu - SMK ALL SAINTS (M) - SMK BANDARAYA KOTA KINABALU (früher: SMK Menggatal) - SMK INANAM - SMK KOLOMBONG - SMK LA SALLE TG ARU (M) - SMK LIKAS - SMK LOK YUK LIKAS (CF) - SMK PEREMPUAN - SMK PULAU GAYA - SMK SANZAC - SMK SHAN TAO (CF) - SMK ST FRANCIS CONVENT (M) - SMK TAMAN TUN FUAD - SMK TEBOBON - Schulbezirk Papar - SMK BENONI - SMK BONGAWAN - SMK BONGAWAN II - SMK KINARUT - SMK MAJAKIR - SMK ST JOSEPH (M) - SMK ST MARY PAPAR (M) - SMK TAKIS - Schulbezirk Penampang - SMK BAHANG - SMK DATUK PETER MOJUNTIN - SMK LIMBANAK (früher: SMK Bahang 2) - SMK PUTATAN - SMK ST MICHAEL - SMK TANSAU - Schulbezirk Tuaran - SMK BADIN - SMK PEKAN TELIPOK - SMK SRI NANGKA - SMK ST JAMES TENGHILAN (M) - SMK ST JOHN (M) - SMK SUNGAI DAMIT - SMK TAMPARULI - SMK TENGHILAN - SMK TUN FUAD STEPHENS - Schulbezirk Ranau - SMK BUNDU TUHAN - SMK KEMBURONGOH RANAU - SMK KUNDASANG - SMK LOHAN - SMK MAT SALLEH RANAU - SMK MATUPANG JAYA - SMK RANAU - SMK TIMBUA - SMK ULU SUGUT (MALINSAU) - - SM Kota Kinabalu - SM St. Michael, Sandakan - SM St. Peter, Telipok - SM Stella Maris, Kota Kinabalu - SMK Pengalat, Papar - SMK Datuk Lisa Latif, Kota Kinabalu | - Schulbezirk Beaufort - SM ST JOHN (M) - SM ST PATRICK - SMK BEAUFORT - SMK BEAUFORT II - SMK BEAUFORT III - SMK GADONG - SMK KOTA KLIAS - SMK MEMBAKUT - SMK MEMBAKUT II - SMK SAINT PAUL - SMK WESTON - Schulbezirk Keningau - SMK APIN-APIN - SMK BINGKOR - SMK GUNSANAD - SMK GUNSANAD II - SMK KEN HWA (CF) - SMK KENINGAU - SMK KENINGAU II - SMK SOOK - SMK ST. FRANCIS XAVIER - SMK TULID - Schulbezirk Kuala Penyu - SMK KUALA PENYU - SMK MENUMBOK - SMK PEKAN KUALA PENYU - SMK ST PETER BUNDU - Schulbezirk Pensiangan - SMK NABAWAN - SMK NABAWAN II - SMK SEPULOT NABAWAN - Schulbezirk Sipitang - SMK PADANG BERAMPAH - SMK PENGIRAN OMAR - SMK PENGIRAN OMAR II - SMK SINDUMIN - Schulbezirk Tambunan - SMK DESA WAWASAN - SMK NAM-BAYAN - SMK TAMBUNAN - SM ST MARTIN (M) - Schulbezirk Tenom - SMK CHINTA MATA - SMK KEMABONG - SMK ENTABUAN - SMK TENOM - SMK CHUNG HWA (CF) - SMK ST ANTHONY (M) - Schulbezirk Kota Marudu - SMK BANDAU - SMK BENGKONGAN - SMK KOTA MARUDU - SMK KOTA MARUDU II - SMK LANGKON - SMK TANDEK - Schulbezirk Kudat - SMK ABD. RAHIM II - SMK ABDUL RAHIM - SMK BANGGI - SMK KUDAT - SMK KUDAT II - SMK LOK YUK, KUDAT - SMK MATUNGGONG - SMK PINAWANTAI - SMK SIKUATI - SMK SIKUATI II - SMK ST PETER KUDAT (M) - Schulbezirk Pitas - SMK BONGKOL - SMK KANIBUNGAN - SMK PINGGAN-PINGGAN - SMK PITAS - SMK PITAS II - SMK TELAGA | - Schulbezirk Kinabatangan - SMK BUKIT GARAM - SMK BUKIT GARAM II - SMK PARIS - SMK SUKAU - Schulbezirk Labuk Sagut - SMK BALABAN JAYA - SMK BELURAN - SMK BELURAN II - SMK PAMOL - SMK SIMPANGAN - SMK TERUSAN SUGUT - Schulbezirk Sandakan - SMK BATU SAPI - SMK DATUK PENGIRAN GALPAM - SMK ELOPURA - SMK ELOPURA DUA - SMK GUM-GUM - SMK KONVEN ST CECILIA - SMK LIBARAN - SMK MERPATI - SMK MUHIBBAH - SMK PEREMPUAN - SMK SANDAKAN - SMK SANDAKAN DUA - SMK SEGALIUD - SMK ST MARY SANDAKAN - SMK ST MICHAEL (M) - SMK SUNG SIEW (CF) - SMK TAMAN FAJAR - SMK TINUSA - SMK TIONG HUA - Schulbezirk Tongod - SMK TONGOD - SMK TELUPID - SMK ULU SAPI - SMK PENANGAH - SMK ENTILIBON | - Schulbezirk Kunak - SMK KUNAK - SMK KUNAK JAYA - SMK MADAI - Schulbezirk Lahad Datu - SMK AGASEH - SMK DESA KENCANA - SMK SEGAMA - SMK SEPAGAYA - SMK SILABUKAN - SMK ST DOMINIC - SMK TERUSAN - SMK TUNGKU - Schulbezirk Tawau - SMK ABAKA - SMK BALUNG - SMK HOLY TRINITY (M) - SMK JALAN APAS - SMK JAMBATAN PUTIH - SMK KABOTA - SMK KALABAKAN - SMK KINABUTAN - SMK KUHARA - SMK MEROTAI BESAR - SMK PASIR PUTIH - SMK ST PATRICK - SMK TAWAU - SMK TAWAU II - SMK TITINGAN - SMK UMAS-UMAS - SMK WAKUBA - SMK WALLACE BAY - Schulbezirk Semporna - SMK ABDULLAH II - SMK BUGAYA - SMK BUGAYA II - SMK BUM-BUM - SMK DATUK PANGLIMA ABDULLAH - SMK KABOGAN - SMK KABOGAN II - SMK TAGASAN |

## Nicht-malaysischsprachige Nationalschulen

### Primarschulen (Sekolah Jenis Kebangsaan (SJK))
| | | | |
| - Schulbezirk Beaufort - SJK(C) CHE HWA - SJK(C) KUNG MING (1) - SJK(C) LIAN HWA - SJK(C) PEI YIN - Schulbezirk Keningau - SJK(C) CHENG MING - SJK(C) YUK KONG - SJK(C) YUK YIN - Schulbezirk Kota Belud - SJK(C) CHUNG HWA BELUD - Schulbezirk Kota Kinabalu - SJK(C) LOK YUK LIKAS KINABALU - SJK(C) LOK YUK MENGGATAL - SJK(C) SHAN TAO KINABALU - SJK(C) ST JAMES KOTA KINABALU KINABALU - SJK(C) ST PETER TELIPOK (M) KINABALU - SJK(C) YICK NAM KINABALU - SJK(C) CHE HWA KELOMBONG - SJK(C) CHUNG HWA LIKAS KINABALU - SRJK(C) CHUNG HWA KG AIR KOTA KINABALU - SJK(C) GOOD SHEPHERD MENGGATAL - Schulbezirk Kuala Penyu - SJK(C) CHUNG HWA PENYU - SJK(C) PUI HWA PENYU | - Schulbezirk Kudat - SJK(C) HWA LIAN - SJK(C) LOK YUK BATU 1 KUDAT - SJK(C) LOK YUK PINANGSOO - SJK(C) OUR LADY IMMACULATE KUDAT - SJK(C) SACRED HEART,TAJAU, KUDAT - SJK(C) ST PETER (M) - SJK(C) YUK HWA TEMALANG - Schulbezirk Kunak - SJK(C) PAI SHENG - Schulbezirk Lahad Datu - SJK(C) CHEE VUN DATU - SJK(C) KIAU SHING DATU - SJK(C) SIEW CHING DATU - SJK(C) SIN WAH DATU - SJK(C) YUK CHOI DATU - Schulbezirk Papar - SJK(C) BONG HWA - SJK(C) ANGLO CHINESE - SJK(C) CHENG HWA - SJK(C) CHENG MING - SJK(C) HWA YIN RAMPAZAN - SJK(C) KIN KIAU - SJK(C) SEN MING - SJK(C) ST JOSEPH (M) - SJK(C) TUNG SHAN | - Schulbezirk Penampang - SJK(C) HWA SHIONG - SJK(C) YUE MIN - SK(C) ANGLO-CHINESE - Schulbezirk Ranau - SJK(C) PAI WEN - Schulbezirk Sandakan - SJK(C) CHENG MIN - SJK(C) CHI HWA - SJK(C) LOK YUK - SJK(C) MING CHUNG - SJK(C) PEA WHA - SJK(C) PEI YING - SJK(C) PUI GIN - SJK(C) SYN HUA - SJK(C) TAI TONG - SJK(C) YUK CHOI - Schulbezirk Semporna - SJK(C) NYUK HWA - Schulbezirk Sipitang - SJK(C) CHUNG HWA MESAPOL - SJK(C) CHUNG HWA SIPITANG - SJK(C) SIN BOON SINDUMIN - Schulbezirk Tambunan - SRJK(C) YUH MIN | - Schulbezirk Tawau - SJK(C) CHUNG HWA - SJK(C) HING HWA - SJK(C) KUNG MING - SJK(C) KUOK MING - SJK(C) PHUI YUK - SJK(C) SIN HWA - SJK(C) YUK CHIN - Schulbezirk Tenom - SJK(C) CHI VUN ENTABUAN - SJK(C) CHUNG HWA - SJK(C) KONG MIN - SJK(C) PADA - SJK(C) PHUI YING - SJK(C) TSI SIN - SJK(C) VUN SHIN - SJK(C) YUK HWA - SJK(C) YUK NAM - SJK(C) YUK SYN - Schulbezirk Tuaran - SJK(C) CHEN SIN - SJK(C) KOK WAH TALIBONG - SJK(C) CHUNG HWA TAMPARULI - SJK(C) CHUNG HWA TENGHILAN - SJK(C) ST PHILLIP (M) |

### Sekundarschulen (Sekolah Menengah Jenis Kebangsaan (SMJK))
| |  |  |  |
| - SM Chung Hwa Tenom 丹南中华国民型中学 - SM Ken Hwa, Keningau 根华国民型中学 - SM Lok Yuk Mile 1, Kudat 乐育国民型中学 - SM Lok Yuk, Likas 乐育国民型中学 - SM Shan Tao, Likas 善导国民型中学 - SM Tinggi Kota Kinabalu 亚庇中学 - SM Tiong Hua, Sandakan 中华国民型中学 - SM Sung Siew, Sandakan |  |  |  |

## Technisch orientierte Sekundarschulen / Berufsschulen
- Kolej Vokasional Beaufort
- SM Teknik Lahad Datu
- Kolej Vokasional Kudat (ehemalige SM Teknik Kudat)
- Kolej Vokasional Likas (ehemalige SM Teknik Likas)
- SM Teknik Sandakan
- SM Teknik Tawau
- SM Teknik Keningau
- SM Teknik Labuan

## Stätten der Lehreraus- und -weiterbildung
- Gaya Teachers’ Training Institute, Kota Kinabalu
- Institut Pendidikan Guru Kampus Tawau
- Institut Perguruan Keningau